# Jan Peeters

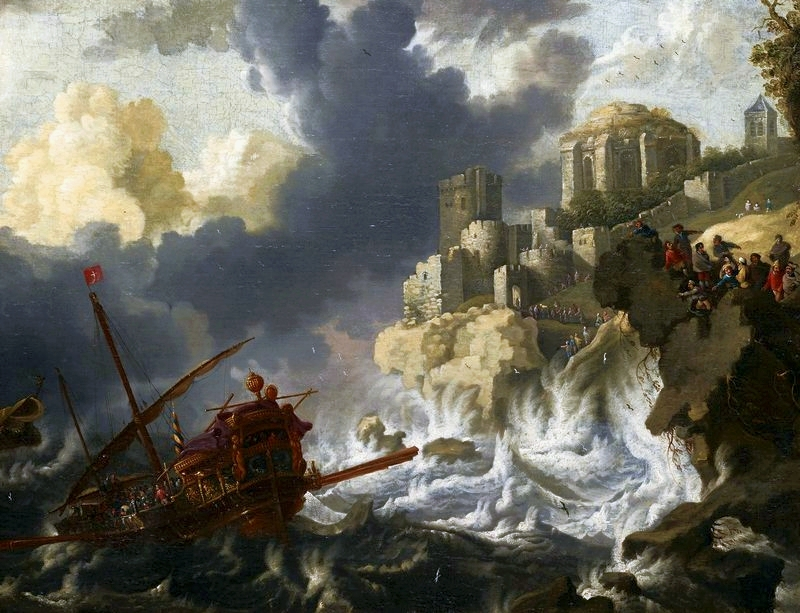
Wzburzone morze, około 1650, Muzeum Narodowe w Gdańsku - Oddział Sztuki Dawnej

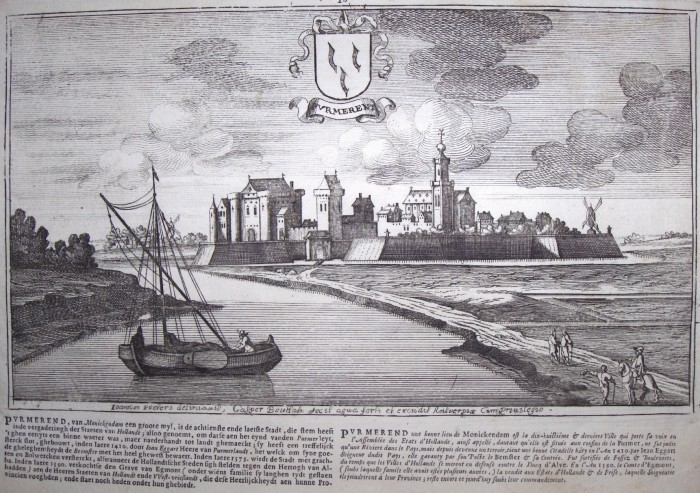
Widok na Purmerend, 1664, rycina Gaspara Bouttatsa na podstawie rysunku Jana Peetersa

Jan Peeters (ur. 24 kwietnia 1624 w Antwerpii, zm. 12 czerwca 1677 tamże) – flamandzki malarz i rysownik barokowy. Jego dwaj bracia Gillis Peeters (1612-1653) i Bonaventura Peeters (1614-1652) również byli malarzami.
Uczył się pod kierunkiem braci, od 1645 był mistrzem gildii św. Łukasza. Przez całe życie był związany z Antwerpią, kilka lat mieszkał w Hoboken, wyjeżdżał też do Holandii, gdzie malował obrazy panoramiczne z kilku miast i portów. Był żonaty od 1654 z Catherine Buseliers, z którą miał dwoje dzieci. Życie i twórczość artysty są mało znane, wymienił go między innymi holenderski historiograf sztuki Arnold Houbraken w swoim dziele De groote schouburgh der Nederlantsche konstschilders en schilderessen.
Jan Peeters był kontynuatorem twórczości swojego przedwcześnie zmarłego brata Bonaventury, malował przede wszystkim dramatyczne obrazy o tematyce marynistycznej, morskie burze, bitwy, katastrofy i wraki. Sporadycznie malował sceny zimowe i widoki miast. Jego prace odznaczają się drobiazgowością i precyzją w oddawaniu szczegółów. Artysta był również cenionym rysownikiem, jego rysunki z podróży wykorzystywało wielu grawerów m.in. Gaspar Bouttats (1640-1703) ilustracje do książki Het Thoneel der steden en sterchten van 't Vereenigde Nederland i Lucas Vorsterman (1624-1666).
W Polsce znajdują się co najmniej dwa obrazy Jana Peetersa: Bitwa morska chrześcijan z Turkami z 1657 Muzeum Narodowe w Warszawie (nr inw. M.Ob.54) oraz Okręty na morzu z ok. 1650 Muzeum Narodowe w Gdańsku (nr inw. MNG/SD/109/M).